# Jean-Pierre Bassegela
Jean-Pierre Bassegela, född 3 mars 1947, är en friidrottare från Kongo-Brazzaville. Han deltog vid olympiska sommarspelen 1972, olympiska sommarspelen 1976 och olympiska sommarspelen 1980.